# Estação Maternidad
A Estação Maternidad é uma das estações do Metrô de Caracas, situada no município de Libertador, entre a Estação Capuchinos e a Estação Artigas. Administrada pela C. A. Metro de Caracas, faz parte da Linha 2.
Foi inaugurada em 6 de novembro de 1988. Localiza-se no cruzamento da Avenida San Martín com a Rua Oeste. Atende a paróquia de San Juan.